# Đoan Thuận phi
Đoan Thuận phi (chữ Hán: 端順妃; ? - 1709), Bát Nhĩ Tế Cát Đặc thị, là một phi tần của Thanh Thế Tổ Thuận Trị Hoàng đế.

## Tiểu sử
Đoan Thuận phi xuất thân từ A Ba Cát bộ (阿巴噶部) của Mông Cổ, thân phụ là Nhất đẳng Đài cát Bố Đạt Hi Bố (布达希布).
Nguyên rằng A Ba Cát bộ là hậu duệ của Biệt Lý Cổ Đài (別里古台), em trai của Thành Cát Tư Hãn, vào khoảng đời Sùng Đức triều Thanh Thái Tông đã quy phụ triều Thanh. Không rõ thời gian mà A Ba Cát Bát Nhĩ Tế Cát Đặc thị nhập cung, sách phong làm Thứ phi. Khi ấy hậu cung Thanh triều chưa quy định rõ ràng thứ bậc, dù đã quy định về đãi ngộ của Hoàng quý phi, Quý phi các loại, A Ba Cát Bát Nhĩ Tế Cát Đặc thị nhập cung có lẽ hưởng đãi ngộ như Hiếu Khang Chương Hoàng hậu và các Thứ phi khác như Khoa Nhĩ Thấm Bát Nhĩ Tế Cát Đặc thị, em gái Hiếu Huệ Chương Hoàng hậu.
Năm Khang Hi thứ 12 (1673), ngày 4 tháng 12 (âm lịch), Khang Hi Đế tấn phong cho cả bốn vị Thứ phi chưa định phong của Thuận Trị Đế. A Ba Cát Bát Nhĩ Tế Cát Đặc thị đứng hàng thứ ba, thụ phong Hoàng khảo Đoan Thuận phi (皇考端順妃).
Căn cứ Thanh Nội vụ phủ kinh thành toàn đồ (清内务府京城全图) dưới triều Càn Long, phía Bắc của Thọ Khang cung có một tòa Hàm An cung (咸安宫) - bố trí 3 thiền viện tương tự Thọ Khang cung dùng để cho các phi tần triều Thuận Trị vào ở. Khi Nhân Hiến Hoàng thái hậu còn ở đây (bản đồ vào năm Khang Hi thứ 21, khi này Khang Hi Đế chưa sửa Ninh Thọ cung dâng cho Thái hậu), thì các vị Đoan Thuận phi cùng Thục Huệ phi, Cung Tĩnh phi, Ninh Khác phi và chư vị di phi phúc tấn khác của Thuận Trị Đế đều ở tại ba tòa tiểu viện ở phía Bắc trong khuôn viên cung điện.
Năm Khang Hi thứ 48 (1709), ngày 26 tháng 6 (âm lịch), Đoan Thuận phi qua đời. Năm thứ 57 (1718), ngày 19 tháng 2 (âm lịch), kim quan của bà cùng Ninh Khác phi Đổng Ngạc thị bắt đầu được dời từ phụng an điện đến Hiếu Đông lăng (孝東陵), thuộc Thanh Đông lăng, chôn cùng các phi tần khác của Thuận Trị Đế và Hiếu Huệ Chương Hoàng hậu.